# 斯萊登山
斯萊登山（英語：Mount Sladen），是南極洲的山峰，位於南奧克尼群島的科羅內申島東部，處於桑德斯角東北面2.8公里，海拔高度890米，由英國南極名稱諮詢委員會以冰川學家命名，現時由南極條約體系管理。